# Geusibia ashcrafti
Geusibia ashcrafti är en loppart som beskrevs av Augustson 1941. Geusibia ashcrafti ingår i släktet Geusibia och familjen smågnagarloppor. Inga underarter finns listade i Catalogue of Life.